# Ignacio del Valle
Pour les articles homonymes, voir Del Valle.
Ignacio Del Valle, né en 1971 à Oviedo (Asturies), est un romancier espagnol. Il vit à Madrid depuis plus de vingt ans. 

## Biographie
Ignacio est principalement connu pour sa saga de romans noirs historiques dont le protagoniste est le lieutenant Arturo Andrade, composée par El arte de matar dragones (Algaida, 2003; Alfaguara 2016; Prix Felipe Trigo), Empereurs des ténèbres (Alfaguara, 2006. Prix Violeta Negra 2011 -Toulouse Polar du Sud-, Prix de la Critique des Asturies 2007 ainsi qu'une mention spéciale Dashiell Hammett 2007, Prix Libros con Huella 2006), cette œuvre a été adaptée au cinéma par le réalisateur Gerardo Herrero avec le titre Silence dans la neige et avec les acteurs Juan Diego Botto et Carmelo Gómez dans les principaux rôles du film (2012), Les Démons de Berlin (Alfaguara, 2009. Prix de la Critique des Asturies 2010), Soles Negros (Alfaguara 2016. Prix Buenos Aires Negro), Los días sin ayer (2016), et Cuando giran los muertos (Algaida 2021. Prix Ateneo de Sevilla). 
Il a également écrit des romans contemporains tels que: De donde vienen las olas (Aguaclara 1999; Prix Salvador Garcia Aguilar), El abrazo del boxeador (KRK 2001; Prix Jeunes d'Asturies), Como el amor no transformó el mundo (Espasa 2005), Derrière les masques (Plaza & Janes 2012), Índigo mar (Pez de Plata 2017), et Coronado (Edhasa 2019); aussi le livre d´histoires Caminando sobre las Aguas (Páginas de Espuma 2013).
En 2023, Ignacio del Valle publie son premir livre de poésie, Explicaciones no pedidas (Azimut).
En 2024, avec le réalisateur Rai García, il reçoit le prix du XI laboratoire de création de séries télévisées de la fondation SGAE, pour son scénario basé sur le roman Soles Negros. Lors de l´événement Conecta Fiction Entertainment 2024, il a reçu le prix du pitch de la Banque Triodos pur le même project
Par ailleurs, il a gagné plus d’une quarantaine de prix nationaux pour ses nouvelles. Ses romans ont été traduits en plusieurs langues. Il est titulaire d'une colonne d'opinion dans les journaux El Comercio, aussi il collabore d'habitude avec El Viajero -El País- et à plusieurs autres journaux et magazines.
Il donne régulièrements ateliers et conférences littéraires dans de nombreuses universités du monde, telles que Madrid, Tokyo, Ciudad de Panamá, Milano, New York et Le Caire. 
Pendant 3 ans (2012-2015) Ignacio del Valle a été sous-directeur en charge et coordinateur pour l'Europe de la fondation culturelle Panaméenne Mare Australe.
Parallèlement, il anime à la Radio Onda Cero la section culturelle Affinant les sens.

## Œuvres
- 1999 : D'où viennent les vagues (De donde vienen las olas), éd. Aguaclara. Prix Salvador García Aguilar.
- 2001 : L’Étreinte du Boxeur (El abrazo del boxeador), éd. KRK. Prix Jeunes d'Asturias.
- 2003 : Arturo Andrade : L'Art de tuer dragons (El arte de matar dragonnes), éd. Algaida. Prix Felipe Trigo.
- 2005 : Comment l'amour n'a pas transformé le monde (Comó el amor no transformó el mundo), éd. Espasa.
- 2006 : Arturo Andrade : Empereurs des ténèbres (El tiempo de la emperadores extraños), éd. Alfaguara. Prix Libros con Huella 2006, prix de la Critique des Asturies 2007, Mention spécial Dashiell Hammet 2007, prix Violeta Negra 2011[1].
- 2009 : Arturo Andrade : Les Démons de Berlin (Los demonios de Berlìn), éd. Alfaguara. Prix de la Critique des Asturias 2010[2].
- 2012 : Derriére les masques (Busca mi rostro), éd. Plaza & Janés.
- 2013: Caminando sobre las aguas, é. Páginas de Espuma. (Histoires)
- 2016 : Arturo Andrade: Soles negros, éd. Alfaguara. Prix Buenos Aires Negro.
- 2016: Arturo Andrade: Los días sin ayer.
- 2017: Índigo mar. éd. Pez de Plata.
- 2019: Coronado. éd. Edhasa.
- 2021: Arturo Andrade: Cuando giran los muertos. éd. Algaida. Prix Ateneo de Sevilla 2021.
- 2023: Explicaciones no pedidas, éd. Azimut. (Poésie)
- 2023: Lo que hicimos por amor, éd. Algaida.
- 2024: Diez personas que arden, éd. Menoscuarto. (Histoires)
- 2025: Hermann G., éd. Edhasa.